# Rio Ivinheima
Rio Ivinheima är ett vattendrag i Brasilien.   Det ligger i delstaten Mato Grosso do Sul, i den södra delen av landet, 1 000 km sydväst om huvudstaden Brasília.
Trakten runt Rio Ivinheima består huvudsakligen av våtmarker. Runt Rio Ivinheima är det glesbefolkat, med 17 invånare per kvadratkilometer.